# Niccolò di Buonaccorso

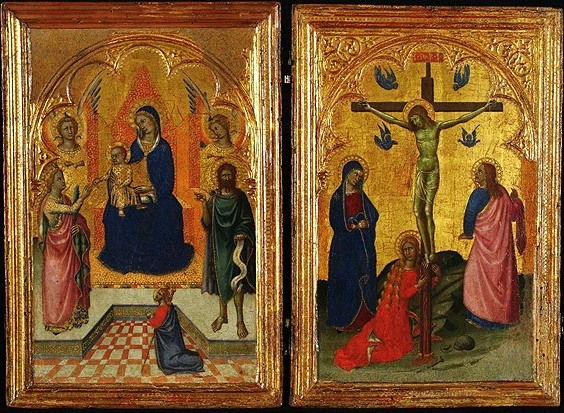
Diptyque de l'Aquila.

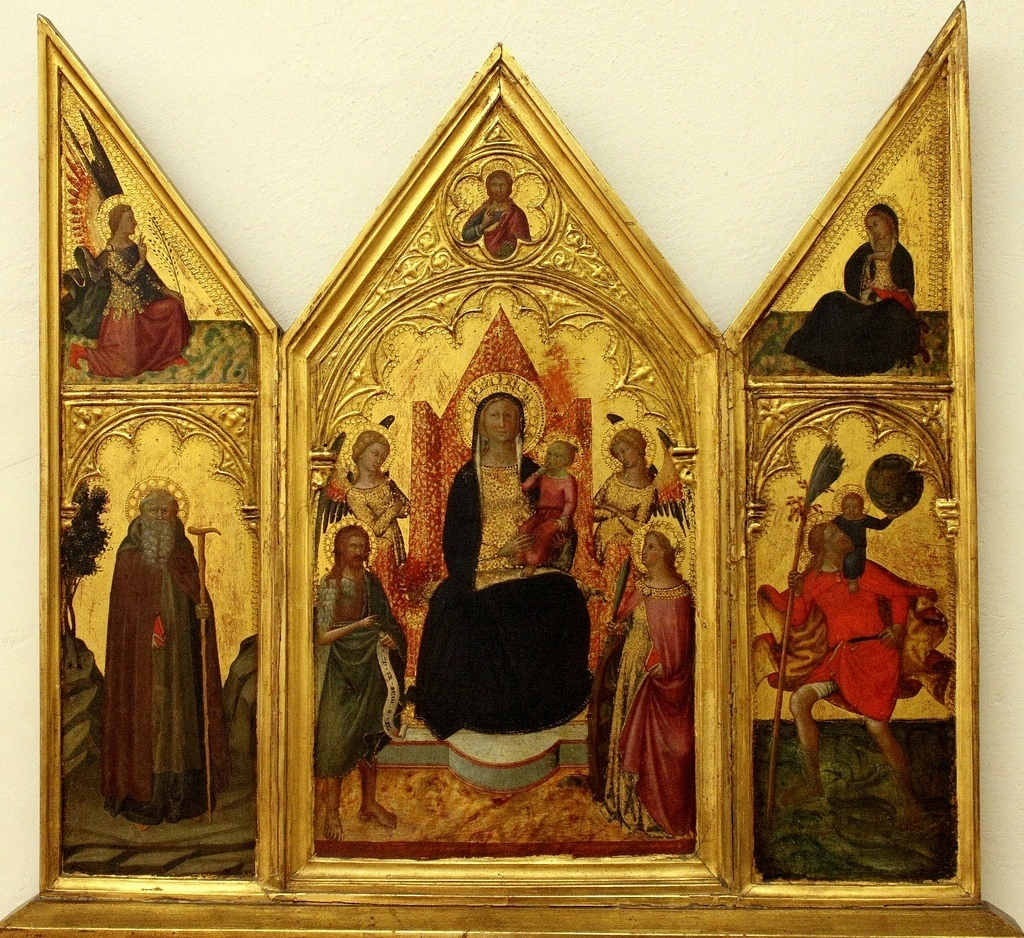
Triptyque de Prague.

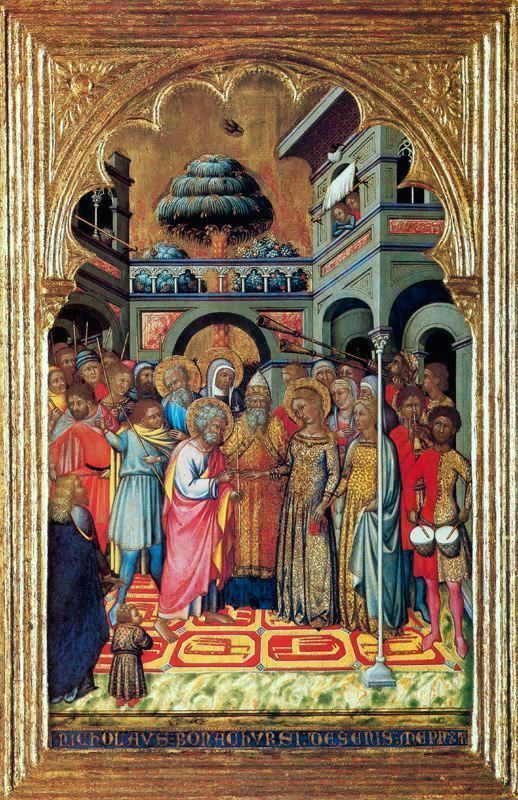
Le Mariage de la Vierge.

Niccolò di Buonaccorso ou Niccolò di Bonaccorso (Sienne ?, documenté de 1355 à 1388) est un homme politique et l'un des peintres siennois les plus éminents du XIVe siècle.

## Biographie
Très peu d'information subsiste sur ce peintre. On pense que son père est le peintre Buonaccorso di Pace (v. 1348-v. 1362).
En 1355, Niccolò di Buonaccorso est inscrit à la compagnie des peintres siennois. De 1372 à 1388, il siège au Conseil de Sienne, organe de direction suprême de la république de Sienne, et en 1381 il est élu gonfalonnier honoraire dans la paroisse de l'église Saint-Martin (Sienne).
Il est chargé de peindre le plafond au-dessus du maître-autel de la cathédrale Santa Maria Assunta de Sienne en 1376 et un panneau du prophète Daniel pour un autel de la cathédrale en 1383.

## Style
Niccolò di Buonaccorso fait preuve d'un style aigu et d'une technique exceptionnellement raffinée, presque miniaturiste.
Son style est proche de celui des maîtres siennois du Trecento, comme Simone Martini, Ambrogio Lorenzetti et Jacopo di Mino del Pellicciaio auquel il ressemble dans sa capacité à représenter l'espace par des techniques illusionnistes,.

## Œuvres
L'artiste a travaillé à Florence et à Sienne et est connu par quelques œuvres limitées en nombre, principalement des panneaux de petit format et des retables.
Deux œuvres signées subsistent : Le Mariage de la Vierge à Londres, élément du Triptyque de Santa Maria Nuova (« BONACHURSI: DE SENIS: ME PINXIT »), et une Vierge à l’Enfant au musée d'Art de San Diego (« NICHOLAUS BONACHURSI ME PINXIT A. DNI 1387 »).
Il existe deux autres panneaux de la première œuvre provenant de l'hôpital Santa Maria Nuova de Florence, datable des environs de 1380 : La Présentation de la Vierge au temple au musée des Offices et Le Couronnement de la Vierge au Metropolitan Museum of Art.
Il reste un Saint Laurent de la seconde œuvre, faisant partie du polyptyque de l'église Sant'Andrea de Montecchio, démembré et en grande partie perdu.

### Autres œuvres
- Mariage mystique de sainte Catherine d’Alexandrie et une Crucifixion, diptyque, Museo nazionale d'Abruzzo, L'Aquila
- Annonciation, diptyque, musée des Beaux-Arts de Budapest
- Annonciation, Hartford, Wadsworth Atheneum
- Vierge à l’Enfant entre saint Jean Baptiste et un saint archevêque, Musée des Beaux-Arts (Boston)
- Crucifixion, Galerie nationale de l'Ombrie, Pérouse
- Vierge à l’Enfant trônant, Galerie nationale de Prague
- Vierge à l’Enfant entre les saints Catherine et Christophe, triptyque, Musée d'Art de San Diego
- Vierge à l’Enfant et saints, triptyque, musée de l'université de l'Indiana, Bloomington
- Vierge de l'humilité, panneau  45,5 × 21,5 cm, collection des Primitifs italiens, musée du Louvre
- La Vierge d'humilité, panneau 54 x 30,7 cm, musée du Louvre
- Présentation de la Vierge au Temple, musée des Offices, Florence
- Annonciation, Fiesole, musée Bandini.

## Galerie

Quelques œuvres.
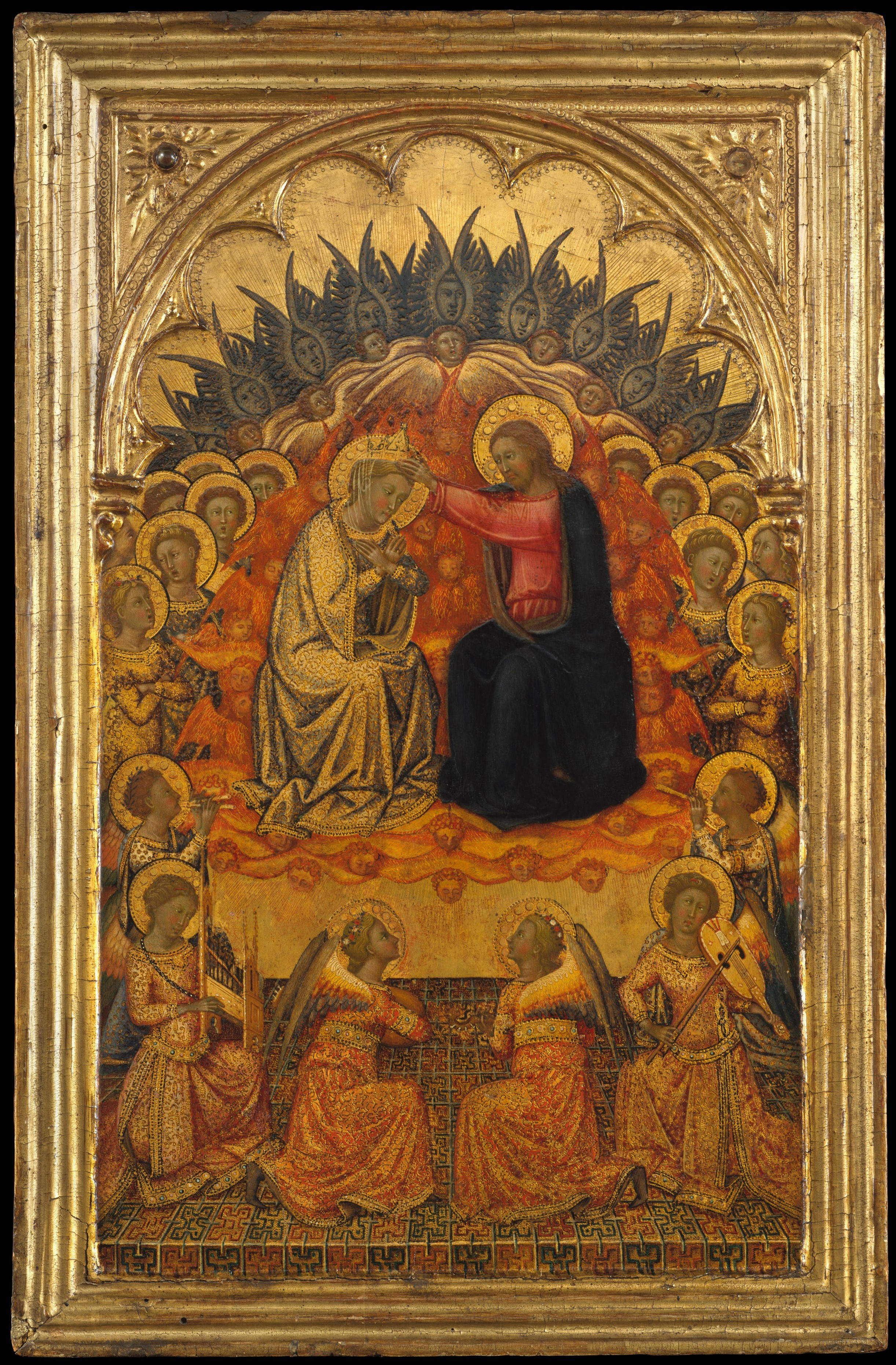
Couronnement de la Vierge, Metropolitan Museum of Art, N-Y.
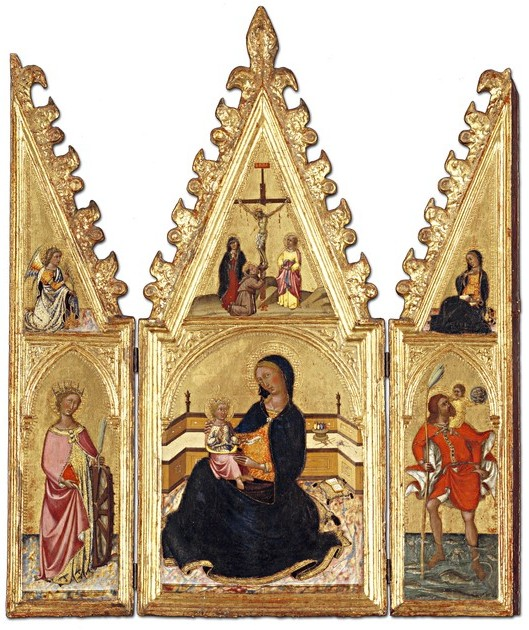
Vierge de l'humilité, musée du Louvre, Paris.
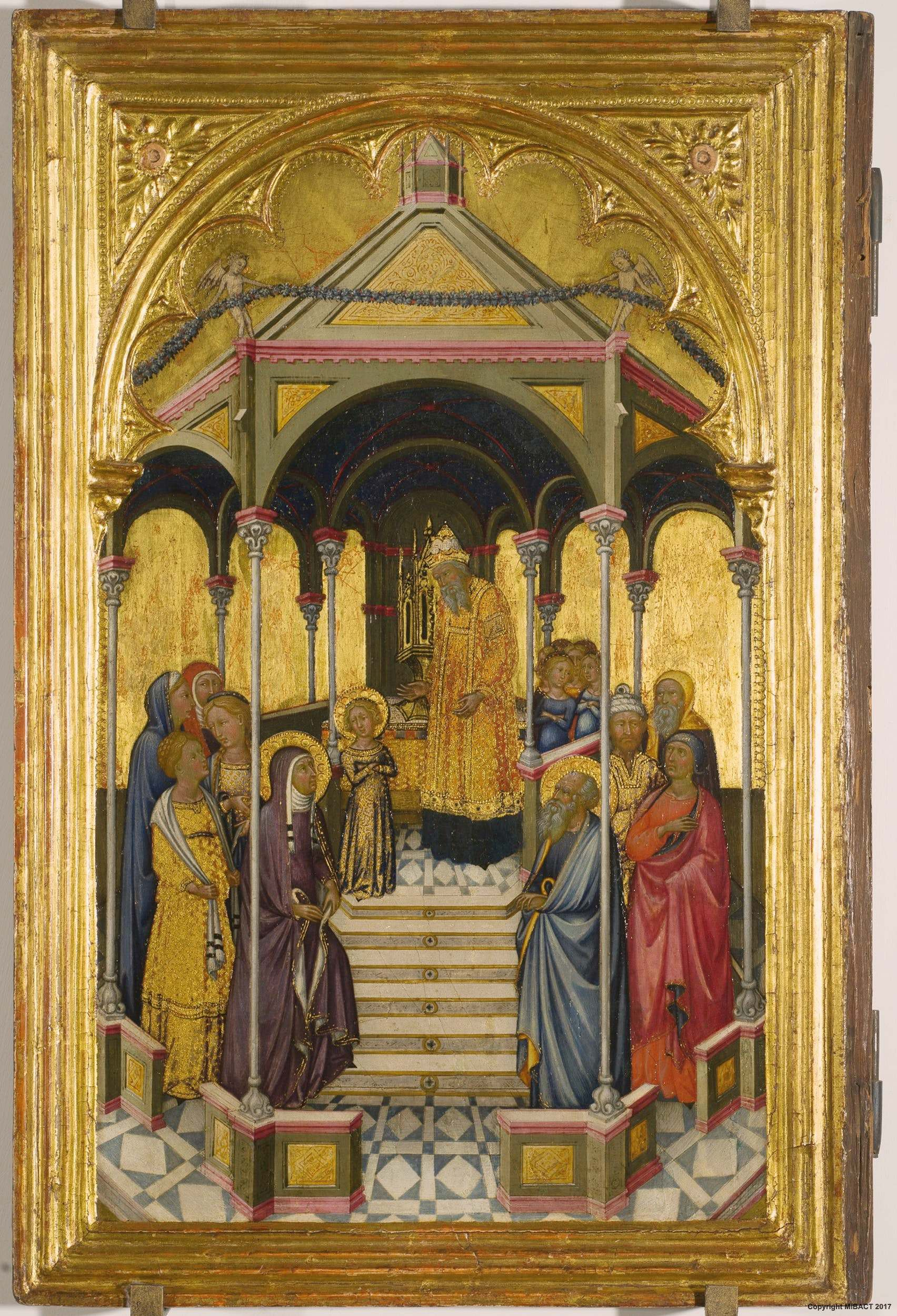
Présentation de la Vierge au Temple, musée des Offices, Florence.
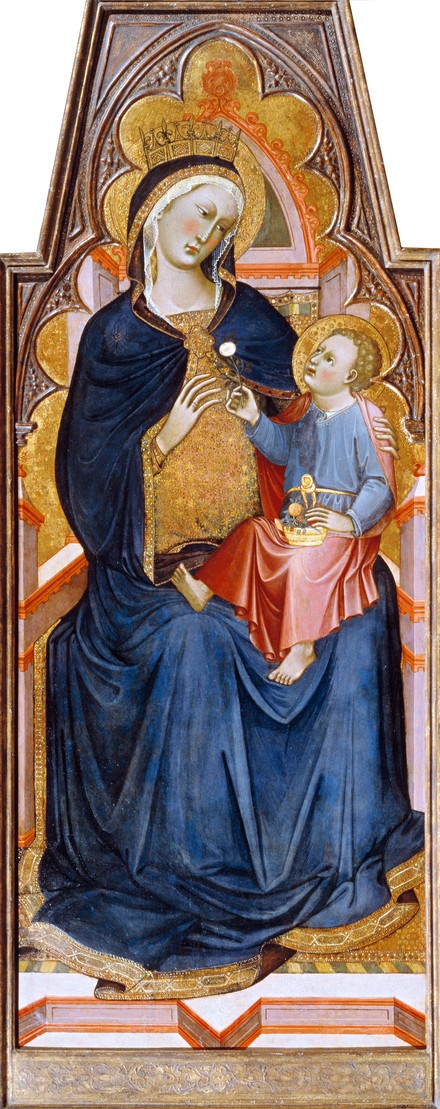
Vierge à l’Enfant, Timken Museum of Art, San Diego.